# عبد الحميد أبو حبيب
عبد الحميد أبو حبيب (مواليد 8 يونيو 1989 في خان يونس) لاعب كرة قدم فلسطيني يلعب حالياً لصالح نادي مركز شباب بلاطة كلاعب وسط هجومي.

## الأعوام الأولى
بدأ أبو حبيب ممارسة لعبة كرة القدم في شوارع مدينة خان يونس منذ سن مبكر. التحق بفريق الشباب لنادي شباب خان يونس كمراهق، ليسير على خطى أخيه الأكبر سناً محمد. على الرغم من مكانته الصغيرة، إلا أنه لم يستغرق وقتاً طويلاً قبل انضمام أبو حبيب لشقيقه في الفريق الأول حيث كسب مشاركته الأولى في عام 2005.

## المسيرة الدولية
استدعي أبو حبيب لأول مرة في يوليو 2011 من أجل مواجهة تايلاند في التصفيات المؤهلة لكأس العالم 2014 لكن اضطر للانسحاب من التدريبات بعد تعرضه لإصابة في البطن. وفي أكتوبر 2011 أختير لمباراة إيران الودية عندما دخل كبديل. في بطولة كأس التحدي الآسيوي 2012 التي أقيمت في نيبال كان أبو حبيب طرفاً في القائمة النهائية. وفي المباراة الفاصلة للمركز الثالث تمكن من تسجيل الهدفين الأول والثاني لبلاده أمام الفلبين ولكن المباراة انتهت 3–4 لمصلحة الأخيرة.

## روابط خارجية
- عبد الحميد أبو حبيب على موقع قاعدة بيانات كرة القدم.إي يو (الإنجليزية)
- عبد الحميد أبو حبيب على موقع ناشيونال فوتبول تيمز (الإنجليزية)
- عبد الحميد أبو حبيب على موقع Soccerway.com (الإنجليزية)
- عبد الحميد أبو حبيب على موقع كووورة